# زمان گرجستان
زمان گرجستان (GET) یک منطقه زمانی است که در گرجستان بهره برده می‌شود و در سراسر کشور یکنواخت است. این منطقه زمانی در ۲۷ ژوئن ۲۰۰۴ از منطقه یوتی‌سی ۴:۰۰+ به یوتی‌سی ۳:۰۰+ جابجا شد، سپس در ۲۷ مارس ۲۰۰۵ به یوتی‌سی ۴:۰۰+ بازگشت.